# Sleep (film)
Sleep è un film statunitense del 1963 diretto da Andy Warhol.

## Trama
John Giorno dorme per 5 ore e 21 minuti.

## Produzione
Sleep è stato realizzato tramite la tecnica cinematografica del long take. Il film, della lunghezza di 321 minuti, è una delle sue prime sperimentazioni cinematografiche di Andy Warhol ed è stato creato come un "antifilm". Warhol estenderà in seguito questa tecnica al suo film della lunghezza di otto ore Empire.

## Distribuzione
Sleep è stato presentato in anteprima il 17 gennaio 1964 al Gramercy Arts Theater, sito al numero 138 West della 27ª Strada di New York, da Jonas Mekas presso la Film-Makers' Cooperative. Delle nove persone presenti alla prima, due se ne sono andate durante la prima ora di proiezione.